# Artevelde (bier)
Artevelde is een Belgisch bier van hoge gisting.
De naam verwijst naar Jacob van Artevelde en op het etiket prijken zijn standbeeld en de drie torens van Gent.
Het bier wordt sinds 1985 gebrouwen in Brouwerij Huyghe te Melle. Dit is het allereerste bier van hoge gisting dat gebrouwen werd bij de brouwerij. Artevelde Grand Cru wordt gebrouwen sinds 1987, op vraag van de Duitse klanten.

Er bestaan 2 varianten:
- Artevelde, amberkleurig bier met een alcoholpercentage van 5,7%.[1]
- Artvelde Grand Cru, donker roodbruin bier met een alcoholpercentage van 7,2%.[2]

## Lees meer
- Hilde Deweer, Alle Belgische bieren, 2011, ISBN 978-90-5856-377-4
- Adelijn Calderon, Bieren en Brouwerijen van België, 2009, ISBN 978-90-7713-518-1